# 안티 알토 (아이스하키 선수)
안티 사미 알토(핀란드어: Antti Sami Aalto, 1975년 3월 4일 ~ )는 핀란드의 은퇴한 아이스하키 선수로 포지션은 센터이다. 내셔널 하키 리그(NHL)의 마이티 덕스 오브 애너하임에서 뛰었으며, 핀란드 리그인 SM리가에서 4번 우승했다. 국가대표로서 2000년 세계 선수권 대회에서 동메달을 획득했고, 2002년 동계 올림픽에 참가했다.

## 클럽 경력
핀란드 남동부의 도시인 라펜란타 출신으로 고향인 라펜란타를 연고로 하는 핀란드 2부 리그인 I디비시오나의 팀 사이파 라펜란타에서 선수 경력을 시작했다. 1993년에 NHL 드래프트 6라운드에서 우선 순위 134위로 마이티 덕스 오브 애너하임에게 지명되었다. 그러나 그는 바로 북아메리카로 떠나지 않고 핀란드 최상위 리그인 SM리가의 TPS 투르쿠에 입단하여 4년 동안 활약했다. 그는 1994년, 1995년, 1996년에 팀의 리그 우승에 기여했으며, 1997년에는 준우승에 기여했다. 또 1994년에는 투르쿠의 IIHF 유러피언컵 우승에 기여했으며, 1997년에는 유럽 하키 리그(EHL) 우승에 기여했다.
1997-98년 시즌부터 미국으로 건너가 마이티 덕스 오브 애너하임에 입단했으며, NHL 활약 초기에는 리저브 형태의 팀인 아메리카 하키 리그(AHL)의 신시내티 마이티 덕스에서 뛰기도 했다. NHL 첫 시즌인 1997년에는 NHL 올스타전에 참가하였다. 이후 2001년 여름에 NHL을 떠나 귀국하여 헬싱키를 연고로 하는 핀란드 SM리가의 요케리트에 입단하여 2003년 IIHF 컨티넨털컵에서 우승을 차지하고 다시 TPS 투르쿠에 돌아와 2003-04 시즌 SM리가 준우승에 공헌했다. 이후 2006년 여름에 은퇴를 선언하였다.

## 국가대표팀 경력

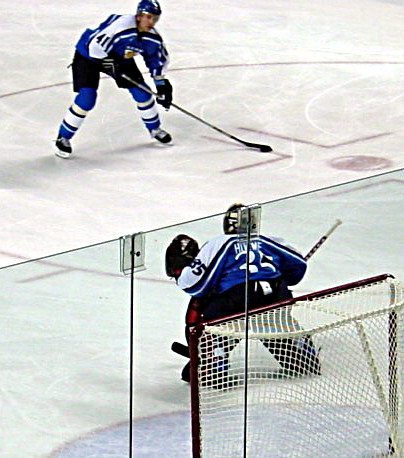
2002년 동계 올림픽 당시의 알토 (상단)

1992년에 핀란드 U-18 국가대표로 발탁되어 노르웨이에서 열린 1992년 유럽 U-18 선수권 대회에 핀란드 대표로 참가하여 5경기에 출전하여 2골을 낳고 어시스트 1개를 기록했다. 핀란드는 4위를 기록했다. 이듬 해인 1993년에는 폴란드에서 열린 유럽 U-18 선수권 대회에 참가하여 6경기에 출전하여 1골을 넣고 어시스트 3개를 기록했다. 핀란드는 전 대회와 마찬가지로 4위를 기록했다. 1994년에는 U-20 국가대표로 발탁되어 체코에서 열린 세계 주니어 선수권 대회에 참가하여 7경기에 출전하여 어시스트 2개를 기록했다. 핀란드는 이 대회에서 4위를 기록했다. 이듬 해인 1995년에는 캐나다에서 열린 1995년 세계 주니어 선수권 대회에 참가하였으며, 7경기에 출전하여 2골을 넣고 어시스트 3개를 기록했다. 핀란드는 지난 대회에 이어 이 대회에서 4위를 기록했다.
1996년에 처음으로 성인 국가대표로 발탁되었으며, 그 해에 카리알라컵에 핀란드 대표로 출전했다. 이듬해에 자국 핀란드에서 열린 1997년 세계 선수권 대회에 참가하여 5경기에 출전하여 2골을 넣었다. 핀란드는 이 대회에서 5위를 기록했다. 이후 2000년에 러시아에서 열린 세계 선수권 대회에 핀란드 국가대표로 참가하여 8경기에 출전했으나 득점 기록은 없었다. 핀란드는 이 대회에서 캐나다를 누르고 동메달을 획득했다. 2002년 2월에는 미국 솔트레이크시티에서 열린 2002년 동계 올림픽에 참가하여 4경기에 출전했으나 득점 기록은 없었다. 핀란드는 8강에서 캐나다에게 패하여 6위를 기록했다. 같은 해 봄에 스웨덴에서 열린 세계 선수권 대회에 참가하여 9경기에 출전하여 1골을 넣었다. 핀란드는 개최국 스웨덴과의 동메달 결정전에서 3-5로 패해 4위에 머물렀다. 이후 2003년과 2004년에 유럽 하키 투어에 핀란드 국가대표팀의 일원으로 참가했다.
알토는 핀란드 대표 선수로 32경기에 출전하여 4골, 6어시스트를 기록했다.

## 수상

### 클럽
TPS 투르쿠
- SM리그 우승(1995, 1997, 2004)
- SM리그 준우승(1994, 1997)
- IIHF 유러피언컵 우승(1994)
- 유럽 하키 리그 준우승(1997)

요케리트
- SM리그 우승(2002)
- IIHF 컨티넨털컵 우승(2003)

### 국가대표팀
세계 선수권 대회
- 2000

### 개인
- 유럽 하키 리그 올스타(1997)
- SM리그 플레이오프 최다 어시스트 기록(2002, 2004)